# Gammaropsis setosa
Gammaropsis setosa är en kräftdjursart som först beskrevs av Chris Conlan 1983.  Gammaropsis setosa ingår i släktet Gammaropsis och familjen Isaeidae. Inga underarter finns listade i Catalogue of Life.